# Stylaster eguchii
Stylaster eguchii är en nässeldjursart som först beskrevs av Hilbrand Boschma 1966.  Stylaster eguchii ingår i släktet Stylaster och familjen Stylasteridae. Inga underarter finns listade i Catalogue of Life.